# Sediliopsis incilifera
Sediliopsis incilifera é uma espécie extinta de caracol marinho, um molusco gastrópode marinho da família Pseudomelatomidae, os turrídeos e seus aliados.

## Distribuição
Fósseis dessa espécie foram encontrados em estratos do Mioceno de Maryland, EUA; Faixa etária: 11.608 a 5.332 Ma.